# Sevilla FC Puerto Rico
El Sevilla FC Puerto Rico és un club porto-riqueny de futbol de la ciutat de Juncos.

## Palmarès
- Puerto Rico Soccer League:[3]
  - 2008

- Liga Nacional de Fútbol de Puerto Rico:[3]
  - 2013

## Estadis
- Estadi Juan Ramón Loubriel; Bayamon, Puerto Rico (2006–2007)
- Estadi Alfredo "Papo" Alejandro; Juncos, Puerto Rico (2008–2010)
- Estadi Josué Elevadito González; Juncos, Puerto Rico (2011–present)